# Легати у култури Београда
Легати у култури Београда су поклони и заоставштине у облику историјско уметничких предмета новца или друге имовине коју су тестаментом остављала одређена лица бројним установама у Београду на чување или употребу. Од настанка српске државе крајем 12. века до данас непрекидно је постојао веома различит облик и намена матерљалних и културних задужбина - легата. Њихов развоја схватамо не само као акт доброчинства према сопственом народу већ у исто време - и сведочанства о друштвеном и политичком присуству дародаваца, као очигледан показатељ њиховог личног афинитета и уметничког схватања. Полазећи од ових начела, легати у Београду настали су као саставни део задужбинарске традиције српске народа, нарочито током 19. века, када су легати били незаобилазан чинилац утемељења и развоја српске културе у тек новооснованој држави након вишевековног ропства под Османлијама. У 20. веку овај вид културног доброчинство не само да се наставио, већ се све више ширио тако да су нпр. 1983. године у Београду основане посебне збирке на основу око 150 легата. 
Нажалост установа легата у Београду већ неколико деценија, након распада СФР Југославије, суочавају са истоветним проблемима, који су због великих материјални трошкова њиховог чувања и одржавања без правог и очекиваног ефекта, у српској култури, на коју као и на одрживост легата утиче економсо стање у Србији. Тако данас велики број легата чији су предмети смештени у депое, у којима остају непознати или недоступни широј културној јавности.

## Легат као вид доброчинства
У 19. веку како у Србији, тако и у областима у којима живе избегли Срби, настао је нов полет друштвеног и културног развоја. Саставни део просветне историје и новог грађанског друштва чине и нове врсте донаторства и доброчинства, према домовини. Готове све просветне и образовне установе током овог века биле су осниване од добровољних прилога појединаца који су их потом непрекидно помагали и оснивали нове.
Тако су се развијали и легати у Београду, који су имали двоструку културну функцију. С једне стране они су били израз индивидуалне културне свести, којом је легаторство употпуњавало оно што се подразумева под културним бићем једног народа. С друге стране, легаторство је на особен начина потврђивало љубав и бригу појединаца за културна и уметничка остварења заједнице која су на неки начин изостала у надлежним установама. 
Зачет с краја 19 века, у 20 веку овај вид културног доброчинства у Београду ширио се, тако да је 1983. године Београду било око 150 легата. 
Захваљујући легатима Београд и Србија обогатиле су своје музејске колекције, библиотеке и архивске фондове који су тиме постали значајни чинилац за културну историју али и за проучавање индивидуалног стваралаштва.

## Разлика између легата и поклона у даривању културног добра
Према правној дефиницији легат и поклон нису истозначни појмови;
Легат
| „ | Легат — Legut (лат. legatum)) је заоставштина новца или друге имовине која се тестаментом оставља одређеном лицу или установи на чување или употребу. Под легатом се најчешће подразумева даривање историјско-уметничких предмета одговарајућој установи културе (у Београду је нпр. после 1945. било уобичајене да се легати предају и Скупштина града Београда). | ” |

Легатом се успоставља уговорни однос између легатора и примаоца, при чему може да се користи и тестамент као документ за заснивање уговора. Правна основа за оснивање легата је Закон о наслеђивању.
Поклон
| „ | Поклон је даривање културног добра по основу облигационог права. Дародавац уступа установи културе или Граду предмете од културне или уметничке вредности, без неке надокнаде или услова. | ” |

## Ко су били дародавци и намена легата?
Дародавци су биле личности најразличитијег друштвеног статуса: поред министара и академика, то су и књижари, лекари и апотекари, дипломате, трговци и индустријалци, судије и адвокати, чиновници - чак и сељаци.  
Легати су били намењени у најразличитијеи сврхе: од оних ко је су се имале употребити за научне и културно-уметничке сврхе до фонда за издржавање ђака и студената, или награђивање племенитости, за помоћ и негу болесника или удомљавање девојака. Тако је нпр. пред Други светски рат, у Српском краљевској академији постојало је 17 фондова и 65 задужбина.

## Врсте легата у културном наслеђу Београда
Легати у култури Београда су различити по концепцији, али су по садржају важни као културолошко, социолошко, психолошко, економско и финансијско сведочанство периода у којима су настајали.
Према врсти, односно садржају легати који су даривани Београду су по својој суштини културна добра, која у зависности од физичких, уметничких, културних и историјских својстава могу бити покретна и непокретна: 
Покретна културна добра
Под покретним легатима подразумевају се уметничко-историјска дела, архивска грађа, филмска града и стара и ретка књига, или појединачни предмети, група предмета и / или збирка која поседује уметницку, научну, културну, историјску и неку другу вредност на локалном, националном или универзалном нивоу. 
| „ | Уметничко дело и историјски предмет, тј. уметничко-историјско дело је предмет или група предмета која имају посебан значај за упознавање историјског, културног, научног и техничког развоја, без обзира на то када и где су настали и да ли се налазе у установама заштите или изван њих, као и документациони материјал уз те предмете. Архивску грађу чине изворни и репродуковани писани, цртани, компјутеризовани, штампани, фотографисани, филмовани или на други начин забележени документарни материјали од посебног значаја за науку или културу, без обзира на то кад и где је настао и да ли се налази у установама заштите или ван њих. | ” |

Непокретна културна добра
Под непокретним легатима подразумевају се споменици културе, просторно културно-историјске целине, археолошка налазишта и знаменита места која су од посебног уметничког, културног, научног или историјског значаја на локалном, националном или унивезални нивоу.

## Оснивачи легата у Београду
Као оснивачи легата у Београду јављају се грађани и породице. 
- Међу појединцима легатори су пасионирани анонимни колекционари културних добара и вредности, али легатори су и истакнути уметници (међу којима је у Београду највише ликовних уметника).
- Породични легатори су наследници породичног културног добра, који су стечекли богатство и са њим отварају легате, или су то уметничке породице које уметнички опус својих предака остављају као легат.

## Легати у Београду, по месту чувања
По месту чувања, легати у Београдумогу се могу разграничити на:
- Легати у институцијама заштите (музејима, библиотекама, архивима)
- Легате смештене по вољи легатора у куће или станове (галерије, спомен-збирке).

### Легати у институцијама заштите

#### Музеј града Београда
| Легати                      | Установа | Кућа | Стан | Број предмета |
| --------------------------- | -------- | ---- | ---- | ------------- |
| Паје Јвановића              |          |      | 1    | 657           |
| Петра Поповића              |          |      | 1    | 120           |
| Петра Коњовића              | 1        |      |      | 741           |
| Томе Росадића               |          | 1    |      | 631           |
| Бете Вукановић              | 1        |      |      | 246           |
| Раденка Перића              |          |      | 1    | 464           |
| Југоекспорта                | 1        |      |      | 75            |
| Недељка Гвозденовића        | 1        |      |      | 570           |
| Ристе Стијовића             |          | 1    |      | 140           |
| Паве и Милана Секулића      |          |      | 1    | 259           |
| Јелисавете Ч. Петровић      | 1        |      |      | 34            |
| Бранимира Ћосића            | 1        |      |      | 2.284         |
| Бранислава Нушића           | 1        |      |      | 480           |
| Вељка Петровићем            |          | 1    |      | 2.945         |
| Јована Цвијића              |          | 1    |      | 1.463         |
| Иве Андрића                 |          |      | 1    | 6.091         |
| Ивана Божића                | 1        |      |      | 109           |
| Роберта Цихлера Гаспаровића |          | 1    |      | 1.646         |
| Даринке Смодлака            | 1        |      |      | 80            |
| Владимира Мариновића        | 1        |      |      | 168           |
| Јована Суботића             | 1        |      |      | 155           |
| Ђорђа Новаковића            | 1        |      |      | 7.436         |
| Светозара Душанића          | 1        |      |      | 2.129         |

Напомена:  Музеј града Београда  у свом саставу има 23 легата са 27.923 предмета

#### Народни музеј
| Легати           | Установа | Кућа | Стан | Број предмета |
| ---------------- | -------- | ---- | ---- | ------------- |
| Војислава Ђурића | 1        |      |      | 41            |
| Петра Поповића   | 1        |      |      | 90            |
| Михајла Пупина   | 1        |      |      | 10            |

#### Музеј савремене уметности
| Легати                             | Установа | Кућа | Стан | Број предмета |
| ---------------------------------- | -------- | ---- | ---- | ------------- |
| Петра Добровића                    |          |      | 1    | 124           |
| Милице Зорић и Родољуба Чолаковића | 1        |      |      |               |
| Ивана Табаковића                   | 1        |      |      | 413           |

#### Српска академија наука
Српска академија наука и уметности води бриго о 27 поклона и легата:
- Михаила Петровића Аласа, Милана Јовановића-Батута, Стевана Бошковића, Милутина Миланковића, Војислава МишковићЦа, Милана Будимира, Антона Билимовића, Стјепана Куљбакина, Симе Симића, Љубивоја Стефановића - са 24.000 књига.
- Комплетне заоставштине: Сретена Стојановита, Бранка Ћопића, Илариона Руварца, Драгутина Костића, Веселина Цајкановића, Павла Вујевић, Шорђа Нешића, Бранислава Петронијевића, Милана М.Ракића, Сергија Матвејева, Шарла Боазоа и Луја Бојновића, Бранка Чубриловића, Стевана Мокрањца, Бранка Шотре, Пеђе Милосављевића, Георгија Острогорског, Милутина Миланковића.

#### Историјски архив Београда
У овој установи налази се четири легата која су у поступку оснивања:
- Светозара Вукмановића-Темпа,
- Коче Поповића и Лепе Перовић,
- Благоја Нешковића,
- Сестара Перовић

#### Музеј примењене уметности
У саставу оовог музеја су четири легата са укупно 953 предмета:
- Ирине Симић - 118 предмета;
- Бранка Јовановића 20 предмета;
- Милице Зориић и Родољуба Чолаковића - 103 предмета;
- Арсе и Војке Милатовић - 712 предмета

#### Музеј позоришне уметности
У овом музеју смештена су седам легата
- Добрице Милутиновића,
- Миливоја Живановића,
- Владимира Загороднука,
- Михајла Ковачевића,
- Владимира Жедринског,
- Наташе Бошковић.

#### Етнографски музеј
- Спомен збирка Христифора Црниловића у свом саставу има 2.600 предмета материјалне културе, 1.617 негатива плоча, 700 књига и часописа.

#### Кућа легата
- Легат Олге ЈеврићЛегат Олге Јеврић, чији главни део чини, осим неколико раних портрета и неколико радова из познијих фаза стваралаштва, скулптуре са прве самосталне изложбе Олге Јеврић одржане у галерији УЛУС-а на Теразијама у Београду 1957. године.
- Легат Миленка Шабрана, чини репрезентативни избор од 35 сликарских дела овог аутора, од којих је највећи број израђен у техници уља на платну и пастела на хартији, као и колекција дела његових пријатеља и савременика, и избор дела примењене уметности. У колекцији од 18 сликарских и вајарских дела Шербанових пријатеља и савременика налазе се дела Надежде Петровић, Зоре Петровић, Петра Лубарде, Мила Милуновића, Стојана Аралице, Марка Челебоновића, Милана Коњовића, Ивана Табаковића, Недељка Гвозденовића, Ивана Радовића, Пеђе Милосављевића, Миливоја Николајевића , Крста Хегедушића, Петра Добровића, Сретена Стојановића и Михаила Томића.
- Атеље Петра Лубарде

#### Универзитетска библиотека „Светозар Марковић”
У фондовима Универзитске библиотеке „Светозар Марковић” у Београду, налази се 24 легата са 52.581 сигнатура
| Легати                              | Број предмета |
| ----------------------------------- | ------------- |
| Петра Будманиа (1835-1914)          | 128           |
| др Светозара Марковића (1860- 1916) | 165           |
| Мирослава Премура (1 87 1 -1944)    | 1348          |
| др Ота Кормина (1882-1920)          | 1019;         |
| др Хајнрика Христенсена (1849-1912) | 146           |
| др Гедеона Дунђерског (1875-1939)   | 4.852         |
| Луке Ћеловића (1 854-1929)          | 571           |
| Божидара Карађорђевића (1861-1908)  | 128           |
| Димитрија Руварца (1 842-1931)      | 233           |
| Јоце Вујића (1 865-1934)            | 4914          |
| Слободана Јовановића (1891- 1932)   | 2360          |
| Бранимира Ћосића (1903-1934)        | 790           |
| Јована Алексијевића (1855-1936)     | 179           |
| Живојина Симића (1848-1926)         | 2.778         |
| Стојана Новаковића (1842-1915)      | 2849          |
| Александра Стојановића              | 161           |
| Манојла Николића (1876-1938)        | 1.416         |
| др Рудолфа Сарделице (1876- 1954)   | 1.771         |
| Димитрија Митриновића (1887-1953)   | 2.201         |
| Исидоре Секулић (1877-1958)         | 2.272         |
| др Александра Белида (1876-1960)    | преко 12.000  |
| Војислава Јовановића-Марамбоа       | 5.000         |
| Момчила Милошевића                  | 300;          |
| Михајла Пупина                      | око 5.000.    |

#### Музеј српске православне цркве
- Легат Радослава Грујића (збирка икона, литургијских предмета, књига).
- Музеј поседује велики број поклона и предмета  датих на складиштење (давање на чување манастирских и црквених предмета).

#### Природњачки музеј
Музеј поседује шест збирки-поклона: 
- Петра Павловића,
- Владимира Петковића,
- Светолика Радовановића,
- Димитрија Антуле,
- Јована Цвијића,
- Недељка Кашанина.

#### Музеј афричке уметности
Музеј поседује 1.000 предмета из западне Африке (фигуре, маске, таписерије, фигурална пластика)

### Легати ван институција заштите
Уметничка збирка Флегл
Ову збиру ччине уметниека предмети и модеран намештај из 18 и 19 века. Збирка је делом у својини Леле Флегл, а делом (123 предмета) у својини скупшитине града.
Легат -Фонд „Оливере Оље Ивањицки”
Задужбина „Момчило Момо Капор”